# Popeye Village
Popeye Village, nazývaná také Sweethaven Village a česky Vesnice Pepka námořníka, je zábavní park či filmový skanzen zaměřený na komiksovou a filmovou fiktivní postavu Pepek námořník a jeho svět. Nachází se na pobřeží zátoky Anchor Bay (Il-prajjet) Středozemního moře ve vesnici Mellieħa v Severním regionu na ostrově Malta v Maltské republice.

## Další informace
Popeye Village je účelově postavená filmová vesnice, která byla později přeměněna na malý zábavní park s atrakcemi a skládá se ze sbírky dřevěných budov a dalšího zařízení. Zábavní park byl založen v roce 1979 jako filmová scéna pro natáčení celovečerního amerického filmu režiséra Roberta Altmana „Pepek námořník“ (Popeye) z roku 1980 od společnosti Paramount Pictures a Walt Disney Productions. Hlavní roli v tomto filmu si zahrál Robin Williams.
Popeye Village je přístupný veřejnosti jako „muzeum“ pod širým nebem a přímořské letovisko. Pro potřeby ochrany zábavního parku byl v ústí zátoky Anchor Bay vybudován vlnolam. Z atrakcí jsou populární představení, muzea, dětské domečky, kino, restaurace a vystupují zde herci představující hlavní postavy z komiksů a filmů, např. Pepek námořník, Oliva, Bluto a J. Wellington Wimpy aj.

## Galerie

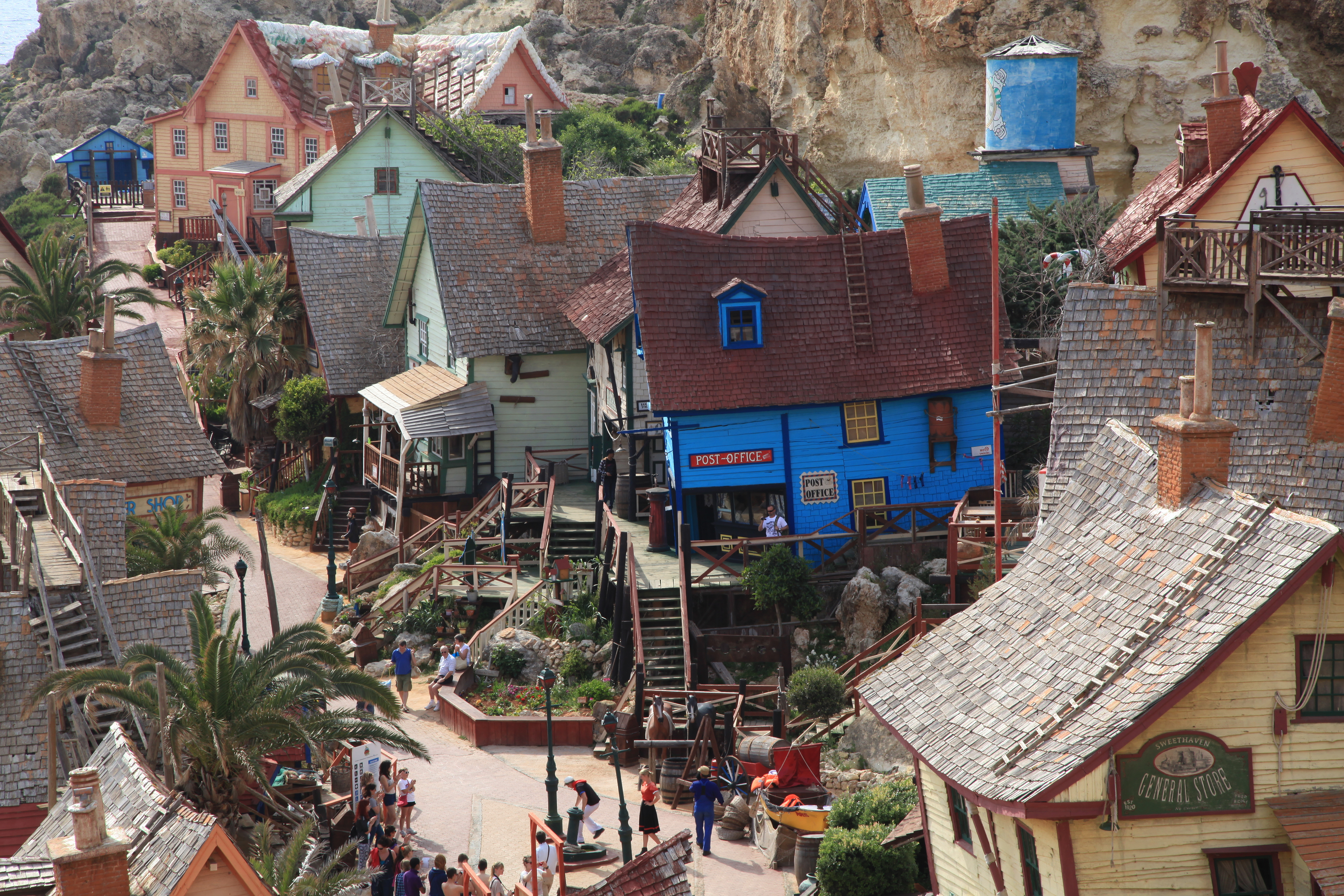
Pohled na vesnici
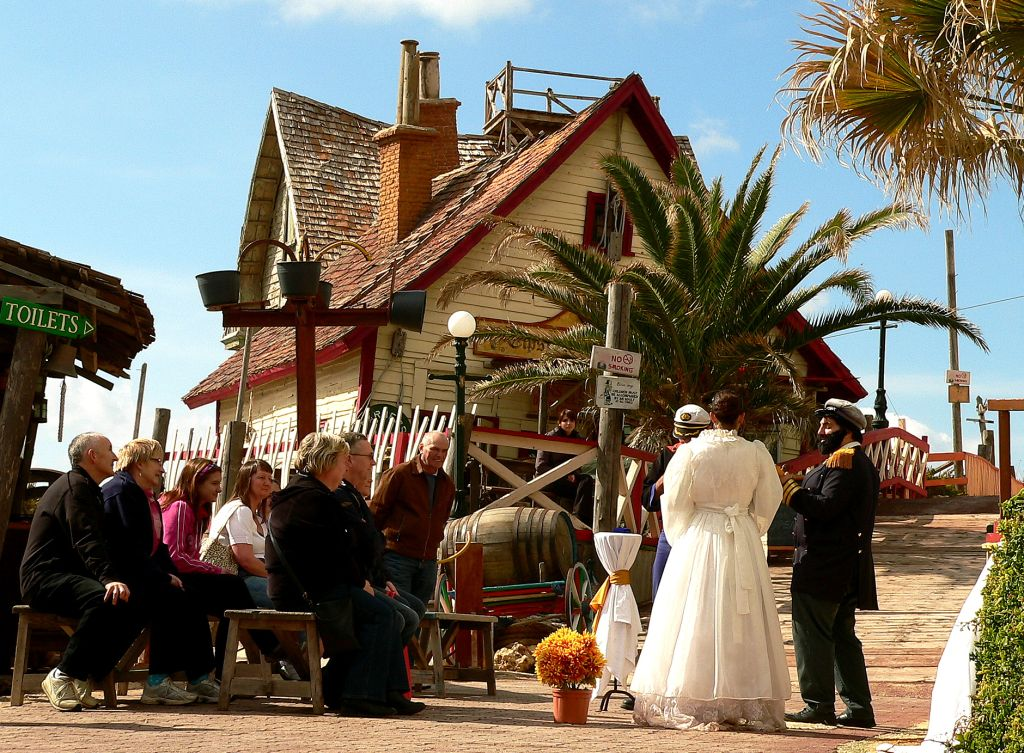
Divadelní představení
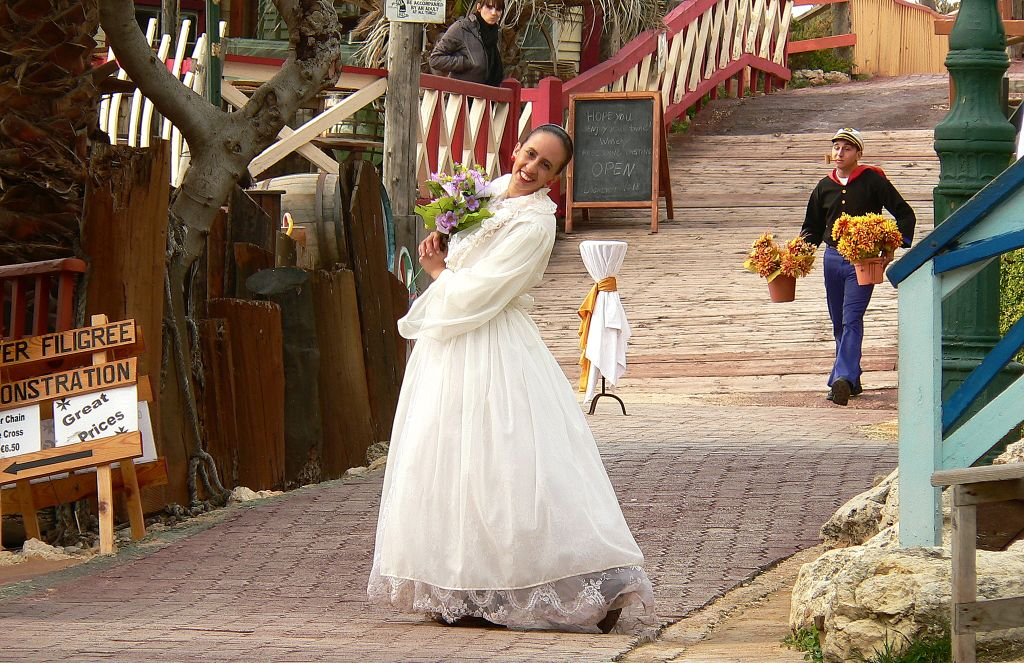
Divadelní představení
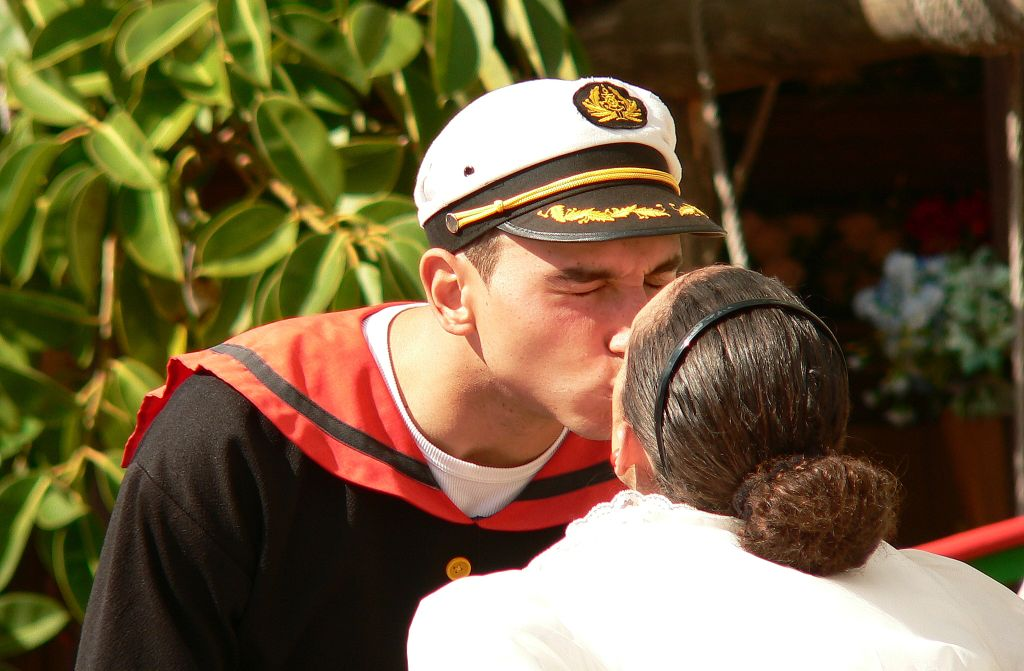
Divadelní představení